# Pallavolo al XIV Festival olimpico estivo della gioventù europea - Torneo maschile
Il torneo maschile di pallavolo al XIV Festival olimpico estivo della gioventù europea si è svolto dal 24 al 29 luglio 2017 a Győr, in Ungheria, durante il XIV Festival olimpico estivo della gioventù europea: al torneo hanno partecipato otto squadre nazionali europee under 19 e la vittoria finale è andata per la prima volta all'Italia.

## Impianti
|                                                                                    |  |  |
|                                                                                    |  |  |
| Széchenyi István University Sports Hall Città: Győr Capienza: - Anno d'apertura: - |  |  |

## Regolamento

### Formula
Le squadre hanno disputato una prima fase a gironi con formula del girone all'italiana; al termine della prima fase:
- Le prime due classificate di ogni girone hanno acceduto alla fase finale per il primo posto strutturata in semifinali, finale per il terzo posto e finale.
- Le ultime due classificate di ogni girone hanno acceduto alla finale per il quinto posto strutturata in semifinali, finale per il settimo posto e finale per il quinto posto.

### Criteri di classifica
Se il risultato finale è stato di 3-0 o 3-1 sono stati assegnati 3 punti alla squadra vincente e 0 a quella sconfitta, se il risultato finale è stato di 3-2 sono stati assegnati 2 punti alla squadra vincente e 1 a quella sconfitta.
L'ordine del posizionamento in classifica è stato definito in base a:
- Numero di partite vinte;
- Punti;
- Ratio dei set vinti/persi;
- Ratio dei punti realizzati/subiti;
- Risultati degli scontri diretti.

## Squadre partecipanti
| Squadra   | Qualificazione      | Ultima partecipazione |
| --------- | ------------------- | --------------------- |
| Belgio    | -                   | Utrecht 2013          |
| Francia   | -                   | Utrecht 2013          |
| Italia    | -                   | Tbilisi 2015          |
| Polonia   | -                   | Tbilisi 2015          |
| Rep. Ceca | -                   | Tbilisi 2015          |
| Russia    | -                   | Tbilisi 2015          |
| Turchia   | -                   | Tbilisi 2015          |
| Ungheria  | Paese organizzatore | Debutto               |

## Torneo

### Fase a gironi
| Girone A  | Girone B |
| --------- | -------- |
| Polonia   | Belgio   |
| Rep. Ceca | Francia  |
| Russia    | Italia   |
| Ungheria  | Turchia  |

#### Girone A

##### Risultati
| 24 luglio 2017 Széchenyi István University Sports Hall, Győr Durata: 2h:14 - Spettatori: 150 | Rep. Ceca | 3 - 2 | Polonia   | 21-25, 21-25, 25-20, 25-23, 17-15 |
| 24 luglio 2017 Széchenyi István University Sports Hall, Győr Durata: 1h:14 - Spettatori: 550 | Ungheria  | 0 - 3 | Russia    | 18-25, 18-25, 11-25               |
| 25 luglio 2017 Széchenyi István University Sports Hall, Győr Durata: 1h:21 - Spettatori: 70  | Polonia   | 0 - 3 | Russia    | 18-25, 25-27, 20-25               |
| 25 luglio 2017 Széchenyi István University Sports Hall, Győr Durata: 1h:26 - Spettatori: 480 | Rep. Ceca | 3 - 0 | Ungheria  | 25-18, 25-19, 26-24               |
| 26 luglio 2017 Széchenyi István University Sports Hall, Győr Durata: 1h:17 - Spettatori: 90  | Russia    | 3 - 0 | Rep. Ceca | 25-18, 25-23, 25-18               |
| 26 luglio 2017 Széchenyi István University Sports Hall, Győr Durata: 1h:15 - Spettatori: 460 | Polonia   | 3 - 0 | Ungheria  | 25-19, 25-20, 25-16               |

##### Classifica
| Pos | Squadra   | Pt | G | V | P | SV | SP | Ratio | PF  | PS  | Ratio |
| --- | --------- | -- | - | - | - | -- | -- | ----- | --- | --- | ----- |
| 1   | Russia    | 9  | 3 | 3 | 0 | 9  | 0  | MAX   | 227 | 169 | 1.343 |
| 2   | Rep. Ceca | 5  | 3 | 2 | 1 | 6  | 5  | 1.200 | 244 | 244 | 1.000 |
| 3   | Polonia   | 4  | 3 | 1 | 2 | 5  | 6  | 0.833 | 246 | 241 | 1.020 |
| 4   | Ungheria  | 0  | 3 | 0 | 3 | 0  | 9  | 0.000 | 163 | 226 | 0.721 |

#### Girone B

##### Risultati
| 24 luglio 2017 Széchenyi István University Sports Hall, Győr Durata: 1h:20 - Spettatori: 100 | Francia | 3 - 0 | Turchia | 25-23, 25-22, 25-23              |
| 24 luglio 2017 Széchenyi István University Sports Hall, Győr Durata: 1h:58 - Spettatori: 200 | Belgio  | 2 - 3 | Italia  | 18-25, 25-22, 19-25, 25-20, 9-15 |
| 25 luglio 2017 Széchenyi István University Sports Hall, Győr Durata: 1h:35 - Spettatori: 70  | Italia  | 3 - 1 | Turchia | 25-18, 25-13, 21-25, 26-24       |
| 25 luglio 2017 Széchenyi István University Sports Hall, Győr Durata: 1h:42 - Spettatori: 230 | Francia | 3 - 1 | Belgio  | 25-20, 18-25, 25-16, 25-22       |
| 26 luglio 2017 Széchenyi István University Sports Hall, Győr Durata: 1h:23 - Spettatori: 110 | Italia  | 0 - 3 | Francia | 20-25, 20-25, 19-25              |
| 26 luglio 2017 Széchenyi István University Sports Hall, Győr Durata: 1h:14 - Spettatori: 150 | Turchia | 0 - 3 | Belgio  | 21-25, 20-25, 19-25              |

##### Classifica
| Pos | Squadra | Pt | G | V | P | SV | SP | Ratio | PF  | PS  | Ratio |
| --- | ------- | -- | - | - | - | -- | -- | ----- | --- | --- | ----- |
| 1   | Francia | 9  | 3 | 3 | 0 | 9  | 1  | 9.000 | 243 | 210 | 1.157 |
| 2   | Italia  | 5  | 3 | 2 | 1 | 6  | 6  | 1.000 | 263 | 251 | 1.047 |
| 3   | Belgio  | 4  | 3 | 1 | 2 | 6  | 6  | 1.000 | 254 | 260 | 0.976 |
| 4   | Turchia | 0  | 3 | 0 | 3 | 1  | 9  | 0.111 | 208 | 247 | 0.842 |

### Fase finale

#### Finali 1º e 3º posto
|  | Semifinali | Semifinali | Semifinali |         |        | Finale 1º/2º posto | Finale 1º/2º posto | Finale 1º/2º posto |  |
|  |            |            |            |         |        |                    |                    |                    |  |
|  | Russia     | Russia     | 2          |         |        |                    |                    |                    |  |
|  | Russia     | Russia     | 2          |         |        |                    |                    |                    |  |
|  | Italia     | Italia     | 3          |         |        |                    |                    |                    |  |
|  | Italia     | Italia     | 3          |         | Italia | Italia             | 3                  |                    |  |
|  |            |            |            |         | Italia | Italia             | 3                  |                    |  |
|  |            |            | Francia    | Francia | 1      |                    |                    |                    |  |
|  | Francia    | Francia    | Francia    | Francia | 1      | 3                  |                    |                    |  |
|  | Francia    | Francia    |            |         |        | 3                  |                    |                    |  |
|  | Rep. Ceca  | Rep. Ceca  | 0          |         |        | Finale 3º/4º posto | Finale 3º/4º posto | Finale 3º/4º posto |  |
|  | Rep. Ceca  | Rep. Ceca  | 0          |         |        |                    |                    |                    |  |
|  |            |            |            |         |        |                    |                    |                    |  |
|  |            |            |            |         |        | Russia             | Russia             | 3                  |  |
|  |            |            |            |         |        | Russia             | Russia             | 3                  |  |
|  |            |            |            |         |        | Rep. Ceca          | Rep. Ceca          | 0                  |  |

##### Semifinali
| 28 luglio 2017 Széchenyi István University Sports Hall, Győr Durata: 2h:00 - Spettatori: 450 | Russia  | 2 - 3 | Italia    | 16-25, 21-25, 25-15, 27-25, 13-15 |
| 28 luglio 2017 Széchenyi István University Sports Hall, Győr Durata: 1h:15 - Spettatori: 400 | Francia | 3 - 0 | Rep. Ceca | 25-21, 25-15, 25-20               |

##### Finale 3º posto
| 29 luglio 2017 Széchenyi István University Sports Hall, Győr Durata: 1h:05 - Spettatori: 200 | Russia | 3 - 0 | Rep. Ceca | 25-16, 25-15, 25-14 |

##### Finale
| 29 luglio 2017 Széchenyi István University Sports Hall, Győr Durata: 1h:44 - Spettatori: 700 | Italia | 3 - 1 | Francia | 25-21, 26-24, 16-25, 25-21 |

#### Finali 5º e 7º posto
|  | Semifinali | Semifinali | Semifinali |        |         | Finale 5º/6º posto | Finale 5º/6º posto | Finale 5º/6º posto |  |
|  |            |            |            |        |         |                    |                    |                    |  |
|  | Polonia    | Polonia    | 2          |        |         |                    |                    |                    |  |
|  | Polonia    | Polonia    | 2          |        |         |                    |                    |                    |  |
|  | Turchia    | Turchia    | 3          |        |         |                    |                    |                    |  |
|  | Turchia    | Turchia    | 3          |        | Turchia | Turchia            | 3                  |                    |  |
|  |            |            |            |        | Turchia | Turchia            | 3                  |                    |  |
|  |            |            | Belgio     | Belgio | 2       |                    |                    |                    |  |
|  | Ungheria   | Ungheria   | Belgio     | Belgio | 2       | 1                  |                    |                    |  |
|  | Ungheria   | Ungheria   |            |        |         | 1                  |                    |                    |  |
|  | Belgio     | Belgio     | 3          |        |         | Finale 7º/8º posto | Finale 7º/8º posto | Finale 7º/8º posto |  |
|  | Belgio     | Belgio     | 3          |        |         |                    |                    |                    |  |
|  |            |            |            |        |         |                    |                    |                    |  |
|  |            |            |            |        |         | Polonia            | Polonia            | 3                  |  |
|  |            |            |            |        |         | Polonia            | Polonia            | 3                  |  |
|  |            |            |            |        |         | Ungheria           | Ungheria           | 0                  |  |

##### Semifinali
| 28 luglio 2017 Széchenyi István University Sports Hall, Győr Durata: 1h:52 - Spettatori: 150 | Polonia  | 2 - 3 | Turchia | 25-13, 21-25, 24-26, 25-23, 11-15 |
| 28 luglio 2017 Széchenyi István University Sports Hall, Győr Durata: 1h:50 - Spettatori: 320 | Ungheria | 1 - 3 | Belgio  | 25-21, 24-26, 20-25, 18-25        |

##### Finale 7º posto
| 29 luglio 2017 Széchenyi István University Sports Hall, Győr Durata: 1h:14 - Spettatori: 175 | Polonia | 3 - 0 | Ungheria | 25-15, 25-18, 25-17 |

##### Finale 5º posto
| 29 luglio 2017 Széchenyi István University Sports Hall, Győr Durata: 1h:49 - Spettatori: 120 | Turchia | 3 - 2 | Belgio | 20-25, 25-21, 25-17, 18-25, 15-11 |

## Podio

### Campione
Formazione: 1 Davide Gardini, 2 Lorenzo Cortesia, 3 Filippo Federici, 5 Matheus Motzo, 6 Lorenzo Sperotto, 7 Filippo Maccabruni, 9 Francesco Recine, 11 Leonardo Focosi, 12 Marcorocco Panciocco, 13 Daniele Lavia, 14 Diego Cantagalli, 16 Manuel Bussolari, CT: Mario Barbiero

### Secondo posto
Formazione: 2 Lucas Soldner, 3 Thomas Gill, 4 François Rebeyrol, 5 Pierre Toledo, 6 Kévin Francois, 7 Célestin Cardin, 8 Pierre Derouillon, 11 Simon Roehrig, 12 Luca Ramon, 14 Remi Bassereau, 15 Maxime Roatta, 18 Maxime Laumon, CT: Slimane Belmadi

### Terzo posto
Formazione: 1 Ivan Kuznecov, 2 Artëm Mel'nikov, 4 Andreij Kurbatov, 5 Konstantin Abaev, 9 Maksim Sapožkov, 10 Vital' Dikarev, 11 Nikita Ivankov, 13 Pavel Mineev, 14 Egor Krečetov, 15 Vladislav Spiridonov, 17 Pavel Tetjuchin, 18 Nikita Ljasov, CT: Andrej Nozdrin

## Classifica finale
| Pos | Squadra   |
| --- | --------- |
|     | Italia    |
|     | Francia   |
|     | Russia    |
| 4   | Rep. Ceca |
| 5   | Turchia   |
| 6   | Belgio    |
| 7   | Polonia   |
| 8   | Ungheria  |